# Gentofte Hospital
Gentofte Hospital (tidligere Amtssygehuset i Gentofte eller Københavns Amts Sygehus Gentofte) er et hospital beliggende i Gentofte nord for København. Indtil 2007 var hospitalet drevet af Københavns Amt, men i forbindelse med strukturreformen overgik hospitalet til Region Hovedstaden og skiftede ved samme lejlighed navn. Hospitalet blev i 2015 lagt sammen med Herlev Hospital, der fungerer som akuthospital, mens Gentofte Hospital rummer de medicinske afdelinger.
Hospitalet blev opført af Københavns Amt i flere etaper. Arkitekterne Emil Jørgensen og Helge Bojsen-Møller har tegnet bygningerne i streng nyklassicistisk stil. Første del blev indviet 19. januar 1927, anden del i 1936 og sidste del i 1939. Dengang rummede hospitalet 1.000 sengepladser. Der er gennemført udvidelser sidenhen, blandt andet en behandlingsbygning fra 2006.
Fødeafdelingen blev indviet i 1960. Mandag den 27. december 2010 kl. 8.38 skete sidste fødsel på hospitalet, da afdelingen skulle lukke. De 120 medarbejdere og alt udstyret blev fordelt til Rigshospitalet, Herlev Hospital, Hvidovre Hospital og Hillerød Hospital.
Hospitalet har en skadestue samt en akutmedicinsk afdeling, der er specialiseret i gastroenterologi, endokrinologi, reumatologi, geriatri og dermatologibehandling. Derudover findes afdelinger indenfor bl.a. kardiologi, lungemedicin, anæstesi samt en intensiv afdeling. Siden 2008 har hospitalet desuden haft en afdeling for planlagt kirurgi.
Kardiologi står for ca. 30% af matriklens budget og hospitalet er foregangshospital indenfor elektrofysiologi (pacemaker, ICD, ablation osv.) med nyeste behandlingsteknologi og højt specialiseret personale.